# Jan Dusík
Jan Dusík (* 25. dubna 1975 Plzeň) je bývalý občanský aktivista, od listopadu 2009 do března 2010 ministr životního prostředí ČR, předtím v letech 2006 až 2009 náměstek ministra životního prostředí ČR, člen Strany zelených (pod dobu působení ve funkci ministra členství přerušil). V letech 2011 až 2019 působil v programu OSN pro životní prostředí a v letech 2020 až 2022 působil v Arktickém programu Světového fondu na ochranu přírody. Od června do prosince 2022 byl opět náměstkem ministra životního prostředí ČR. Od dubna 2024 je zástupcem generálního ředitele pro klimatickou politiku v Evropské komisi.

## Studia
Vystudoval Právnickou fakultu Univerzity Karlovy v Praze (titul JUDr. udělen v roce 2001), na Oxfordské univerzitě vystudoval obor M.Sc. Změny a management životního prostředí.

## Kariéra
V 90. letech 20. století vedl ústřední kancelář Hnutí Brontosaurus. Spoluzakládal Ekologický právní servis, dva roky předsedal evropské síti mládeže pro životní prostředí YEE.
Na Ministerstvo životního prostředí ČR pracoval od roku 1998. Prošel různými pozicemi – od zástupce ředitele odboru evropské integrace, přes ředitele odboru Evropské unie, náměstka ministra pro zahraniční vazby až po funkci prvního náměstka MŽP (ředitele sekce zahraniční, legislativní a státní správy), kterou vykonával od dubna 2007. V letech 2003–2004 pracoval v Evropské komisi na Generálním ředitelství pro životní prostředí. V rámci své pozice mj. dojednával podmínky v oblasti životního prostředí pro přistoupení ČR k Evropské unii.
V únoru 2009 se Jan Dusík stal lídrem kandidátky Strany zelených pro volby do Evropského parlamentu, které však pro SZ skončily neúspěchem.
Dusík byl od června 2008 členem základní organizace Strany zelených v Praze 2. V říjnu 2009 uvedl, že přerušil své členství ve straně, když se ukázala šance, aby se v úřednické vládě Jana Fischera stal ministrem místo Ladislava Mika.. Ministrem životního prostředí jej prezident Václav Klaus jmenoval 30. listopadu 2009. Dne 18. března 2010 Jan Dusík oznámil, že rezignuje na svoji funkci ministra kvůli sporu o posuzování vlivu na životní prostředí plánované rekonstrukce elektrárny Prunéřov. Prezident republiky demisi přijal 19. března 2010.
Od července 2011 pracoval v regionální kanceláři pro Evropu Programu OSN pro životní prostředí (UNEP) ve francouzské Ženevě, v období od února 2014 do prosince 2017 byl ředitelem této kanceláře. V letech 2018-2019 působil jako poradce výkonného ředitele UNEP pro otázky Arktidy a Antarktidy. V březnu 2020 Dusík začal pracovat v Arktickém programu Světového fondu na ochranu přírody, kde působil jako vedoucí expert pro udržitelný rozvoj.
Od června do prosince 2022 byl náměstkem ministryně životního prostředí ČR Anny Hubáčkové pro řízení sekce ochrany klimatu.
V dubnu 2024 se Jan Dusík stal zástupcem generálního ředitele pro klimatickou politiku v Evropské komisi (DG CLIMA).
Je ženatý, má dva syny a dceru.